# Adolf Lippold (Jurist)
Adolf Lippold (* 18. Oktober 1840 in Alzey; † 10. Dezember 1910 in Darmstadt) war Präsident des Landgerichts Mainz und  Mitglied der Ersten Kammer des Landtags des Großherzogtums Hessen.

## Leben
Adolf Lippold wurde als Sohn des Justizrats Andreas Lippold (1800–1875) und dessen Ehefrau Karoline Giessen (1817–1903) geboren. Nach einem Studium der Philologie an der Ruprecht-Karls-Universität Heidelberg (1857) und der Rechtswissenschaften an der
Justus-Liebig-Universität Gießen (1859) war er als Advokat in Mainz tätig und wurde dort Ergänzungsrichter am Bezirksgericht Mainz. Er wechselte zum Landgericht Mainz. Dort war er von 1879 an als Richter eingesetzt, wurde Landgerichtsrat und am 8. Juli 1892 Präsident des Landgerichts Mainz.
Vom 25. März 1905 bis 1910 hatte er ein Mandat für die Erste Kammer des Landstände des Großherzogtums Hessen auf Lebenszeit.
Auf seinen Wunsch hin wurde er zum 20. September 1909 in den Ruhestand versetzt und wegen seiner Verdienste wurde ihm der Titel „Wirklicher Geheimerat“ mit dem Prädikat „Exzellenz“ verliehen.

### Familie
Am 19. Mai 1870 heiratete er in Wiesbaden Cornelia Arnoldi (1848–1931). Aus der Ehe ist der Sohn Georg (1885–1954) hervorgegangen.

### Öffentliche Ämter
(Quelle: )
- 1871 Mitglied im Verein für plastische Kunst (Mainz)
- 1881–1910 Vorstand des Römisch-Germanischen Zentralmuseums (Ortsausschuss)
- 1907 Mitglied der 
Historischen Kommission für das Großherzogtum Hessen
- Mitglied der internationalen Union für Strafrecht[3]

### Auszeichnungen
- 12. September 1889 Ritterkreuz I. Klasse des Verdienstordens Philipps des Großmütigen
- 25. November 1895 Komturkreuz II. Klasse des Verdienstordens Philipps des Großmütigen
- 27. September 1902  Erlaubnis zur Annahme und zum Tragen des Preußischen Kronenordens II. Klasse
- 25. November 1906 Komturkreuz I. Klasse des  Verdienstordens Philipps des Großmütigen
- 20. September 1909 Wirklicher Geheimer Rat